# 2007 à la télévision
| Années de la télévision : 2004 - 2005 - 2006 - 2007 - 2008 - 2009 - 2010    |
| Décennies de la télévision : 1970 - 1980 - 1990 - 2000 - 2010 - 2020 - 2030 |

Cet article présente les faits marquants de l'année 2007 à la télévision.

## Événements
- 4 janvier : Canalsat et TPS fusionnent officiellement.
- 5 janvier : TF1 et M6 arrivent sur le bouquet ADSL Freebox TV.
- 24 janvier : création de LaTéléLibre, WebTV dirigée par le journaliste politique John-Paul Lepers.
- 6 mai : à 20 heures, le visage du nouveau Président de la République apparaît. Sur TF1, c'est une mosaïque qui construit le visage de Nicolas Sarkozy, sur France 2, dans la cour de l'Élysée, un drapeau tricolore laisse apparaître tout le buste du nouvel élu enfin sur France 3, le visage apparaît dans un hexagone.
- 1er juin : lancement de Nolife, la chaîne des geeks traitant des jeux vidéo et de la culture japonaise. C'est la première chaîne de l'histoire de la télévision française à diffuser des clips de musique japonaise.
- 25 juin : arrêt des émetteurs analogiques terrestres en Suisse romande (repoussé à plus tard dans le Jura pour des raisons techniques et prévu pour 2008 dans le Chablais et le Bas-Valais).
- 6 septembre : lancement de Orange Sport Info la chaîne d'information sportive de la TV d'Orange.
- 5 novembre : début de la grève des scénaristes aux États-Unis.
- 26 novembre : arrêt des émetteurs analogiques terrestres en Suisse allemande (à l'exception du Haut-Valais, prévu pour 2008).
- 3 décembre : lancement de HD suisse, la chaîne 100 % haute définition de la SRG SSR idée suisse.
- 31 décembre : arrêt de la chaîne de télévision JET
- 31 décembre : lancement des chaînes Ciné First et Ciné Pop détenu par le Groupe AB.

En 2007, les séries américaines ont raflé 48 des 100 meilleures audiences de l'année alors que les séries françaises n'en obtenaient que 12.
La série Nos années pension, diffusée sur France 2 attire plus de 750 000 téléspectateurs tous les samedis[réf. nécessaire]. Elle atteint donc des records d'audiences pour une telle série diffusée au départ dans l'émission de jeunesse KD2A.

## Émissions
- 1er janvier : TFOU se voit remplacer TF! Jeunesse, volontaire.
- 8 janvier : début de l'émission de jeux 1 contre 100 sur TF1, présentée par Benjamin Castaldi.
- 21 mai : début du jeu Une Famille en or sur TF1, présentée par Christophe Dechavanne.
- 23 juin : début de l'émission de téléréalité Secret Story sur TF1, présentée par Benjamin Castaldi.
- 29 juillet : France 2 foot fait son apparition à l'antenne. TF1 annonce que son émission Téléfoot continue, mais qu'elle sera maintenant consacrée au football étranger et à l'équipe de France.
- septembre : début de l'émission On n'a pas tout dit présentée par Laurent Ruquier. Elle remplace On a tout essayé.
- 23 octobre : Saison 7 Star Academy présenté par Nikos Aliagas sur TF1.
- 29 octobre: début de l'émission In ze boîte présentée par Joan Faggianelli sur Gulli.
- 15 décembre : début de l'émission N'oubliez pas les paroles présentée par Nagui sur France 2.

## Séries télévisées
- 19 janvier : diffusion de la première saison de Bones sur M6.
- 17 février : début de la nouvelle série, qui deviendra par la suite un succès, Nos années pension avec sa première saison sur France 2 (au départ diffusée dans l'émission KD2A).
- 28 février : diffusion de la première saison de Dr House sur TF1.
- 22 mars : diffusion de l'ultime épisode de Malcolm sur M6.
- 31 mars : diffusion de la saison 3 de Doctor Who sur France 4.
- 17 mai : diffusion de la première saison de Dexter sur Canal+
- 13 août : début de la série télévisée Californication sur Showtime, aux États-Unis.
- 24 septembre : début de la série The Big Bang Theory sur CBS, aux États-Unis.
- 28 septembre : diffusion de la série Journal intime d'une call girl en Angleterre sur ITV2.
- 12 octobre : première diffusion de la série télévisée américaine Les Sorciers de Waverly Place sur Disney Channel mettant en vedette Selena Gomez.
- 25 octobre : diffusion de la septième saison de Scrubs aux États-Unis.
- 27 octobre : début de la série Déjà vu diffusée sur France 2 dans l'émission KD2A.
- 29 octobre : Première diffusion de la série d'animation Monster Buster Club diffusée sur TF1 dans l'émission Tfou.
- 10 novembre  : Diffusion de l'épisode final de la série d'animation Code Lyoko diffusée sur France 3 dans l'émission Toowam.
- 11 février : diffusion de la première saison de How I Met Your Mother sur Canal+.

## Feuilletons télévisés
- 8 janvier 2007 : Première diffusion du soap allemand Le Destin de Lisa sur TF1.
- avril 2007 : Love Patrol, le premier feuilleton télévisé jamais produit par le Vanuatu, diffuse sa première saison à la télévision du Vanuatu et des Fidji[2]

## Distinctions

### Emmy Awards (États-Unis)
- Meilleur feuilleton ou série dramatique : Les Soprano
- Meilleure série d'humour : 30 Rock
- Meilleure actrice dans un feuilleton ou une série dramatique : Sally Field pour le rôle de Nora Walker dans Brothers & Sisters
- Meilleur acteur dans un feuilleton ou une série dramatique : James Spader pour le rôle d'Alan Shore dans Boston Justice
- Meilleure actrice dans une série d'humour : America Ferrera pour le rôle de Betty Suarez dans Ugly Betty
- Meilleur acteur dans une série d'humour : Ricky Gervais pour le rôle d'Andy Millman dans Extras
- Meilleur réalisateur pour un feuilleton ou une série dramatique : Alan Taylor pour l'épisode Kennedy & Heidi des Soprano
- Meilleur scénario pour un feuilleton ou une série dramatique : David Chase pour l'épisode Made In America des Soprano

## Principales naissances
- 25 mars : Cailey Fleming, actrice américaine.

## Principaux décès
- 8 janvier : Yvonne De Carlo, actrice canadienne (° 1er septembre 1922).
- 6 avril : Luigi Comencini, réalisateur italien (° 8 juin 1916).
- 11 avril : Roscoe Lee Browne, acteur de cinéma et metteur en scène de théâtre américain (° 2 mai 1925).
- 13 avril : Raymond Marcillac, journaliste et présentateur de télévision français (° 11 avril 1917).
- 30 avril : 
  - Tom Poston, acteur américain (° 17 octobre 1921).
  - Grégory Lemarchal, chanteur français (° 13 mai 1983).
- 30 mai : Jean-Claude Brialy, acteur, réalisateur, scénariste, écrivain français (° 30 mars 1933).
- 29 juillet : Michel Serrault, acteur français (° 24 janvier 1928).
- 30 juillet : Ingmar Bergman, metteur en scène, scénariste et réalisateur suédois (° 14 juillet 1918).
- 14 septembre : Jacques Martin, comédien, animateur de radio et télévision, producteur de télévision français (° 22 juin 1933).